# Усенов, Узер
Узер Усенов (род. 1930 год) — бригадир совхоза «Маяк» Чиликского района Алма-Атинской области, Казахская ССР. Герой Социалистического Труда (1971).
Бригада под руководством Узера Усенова досрочно выполнила коллективное социалистическое обязательство и плановые производственные задания Восьмой пятилетки (1966—1970) по сельскохозяйственному производству. 8 апреля 1971 года Указом Президиума Верховного Совета СССР удостоен звания Героя Социалистического Труда «за выдающиеся успехи, достигнутые в развитии сельскохозяйственного производства и выполнении пятилетнего плана продажи государству продуктов земледелия и животноводства» с вручением ордена Ленина и золотой медали Серп и Молот.